# Рике (село)
Рике (груз. რიყე) — село в Грузии, на территории Зугдидского муниципалитета края (мхаре) Самегрело-Верхняя Сванетия.

## География
Село находится в западной части Грузии, на левом берегу реки Ингури, на расстоянии приблизительно 3 километров (по прямой) к северу от города Зугдиди, административного центра муниципалитета. Абсолютная высота — 166 метров над уровнем моря.

## Население
По результатам официальной переписи населения 2014 года в Рике проживало 1552 человека (786 мужчин и 766 женщин). В национальной структуре населения грузины составляли 99,9 %.
| Год  | Население, человек |
| ---- | ------------------ |
| 2002 | 3265               |
| 2014 | ↘ 1552             |